# Artieda (Navarra)
Artieda es un concejo y localidad española del municipio de Urraúl Bajo, perteneciente a la Comunidad Foral de Navarra.

## Geografía
La localidad está situada en la merindad de Sangüesa, en la comarca de Lumbier.

## Historia
Hacia mediados del siglo XIX, el lugar, ya por entonces perteneciente a Urraúl Bajo, tenía contabilizada una población de 150 habitantes. Aparece descrito en el segundo volumen del Diccionario geográfico-estadístico-histórico de España y sus posesiones de Ultramar de Pascual Madoz con las siguientes palabras:

ARTIEDA: l. del valle y ayunt. de Urraul-Bajo en la prov., aud. terr. y c. g. de Navarra, part. jud. de Aoiz (1 1/2 leg.), merind. de Sangüesa, dióc. de Pamplona (6), arciprestazgo de Lónguida: sit. á la márg. der. del r. Irati, en una dilatada llanura, donde la combaten todos los vientos; y goza de clima templado y muy saludable. Tiene 28 casas, 1 escuela de primeras letras, dotada con 28 robos de trigo, á la que asisten de 25 á 30 niños, y 1 igl. parr., bajo la advocaion de San Cornelio, servida por 1 cura párroco, llamado vicario. Cerca del pueblo habia 2 ermitas; la una titulada de San Juan, la cual se halla destruida completamente, y la otra dedicada á la Virgen de Nieva, ó Ntra. Sra. de Larraza, de la que existen las paredes y tejados, y fué la parr. primitiva, donde se conservó hasta su destruccion la pila bautismal, y en la parte esterior del edificio se ven muchos vestijios de sepulturas ant. Confina el térm. por N. con el de Sansoain, por E. con el de Ripodas, por S. con el de San Vicente (todos tres á 1/2 leg.), y por O. con el de Artajó (1). Le atraviesa el mencionado r. Irati, sobre el cual hay 1 puente de piedra de 7 arcos, muy maltratado é inútil á consecuencia de una fuerte avenida, en 1787: en la márg. opuesta del r., por el lado del S., hay 1 collado, y sobre este otra ermita arruinada, titulada vulgarmente San Gregorio, aunque su verdadera advocacion es Ntra. Sra, del Pueyo, porque asi se llama el desp. en que se encuentra, el cual perteneció mancomunadamente á este pueblo y al inmediato de San Vicente, hasta que por sentencia se adjudicó á cada uno su parte respectiva. Tambien se hallan en el térm. de Artieda los desp., conocidos con el nombre de Muru y Arquiroz. El terreno es el mas llano de todo el part. jud., y bastante fértil; brotan en diversos puntos del mismo fuentes de esquisitas aguas, las que aprovechan los hab. para el consumo de sus casas, abrevadero de los ganados, y juntamente con las del Irati para regar algunos trozos del terreno, sirviendo ademas las últimas, para dar impulso á 1 molino harinero. Los caminos son locales, y se encuentran en regular estado. La correspondencia se recibe de Lumbier por 1 encargado: prod. trigo, maiz, cebada, avena, legumbres, hortalizas y mucho y buen vino; cria ganado vacuno, de cerda, lanar y cabrio; hay caza de liebres, conejos y perdices; y pesca de barbos, anguilas y algunas truchas: ind.: la agricultura y filatura y tejidos de lienzos ordinarios: comercio: el de esportacion de vino, é importacion de géneros de vestir, coloniales y ultramarinos: pobl.: 34 vec., 150 alm.: contr. con el valle.
(Madoz, 1845, p. 605)

En 2023, la entidad singular de población tenía empadronados 157 habitantes y el núcleo de población, también 157.

## Patrimonio

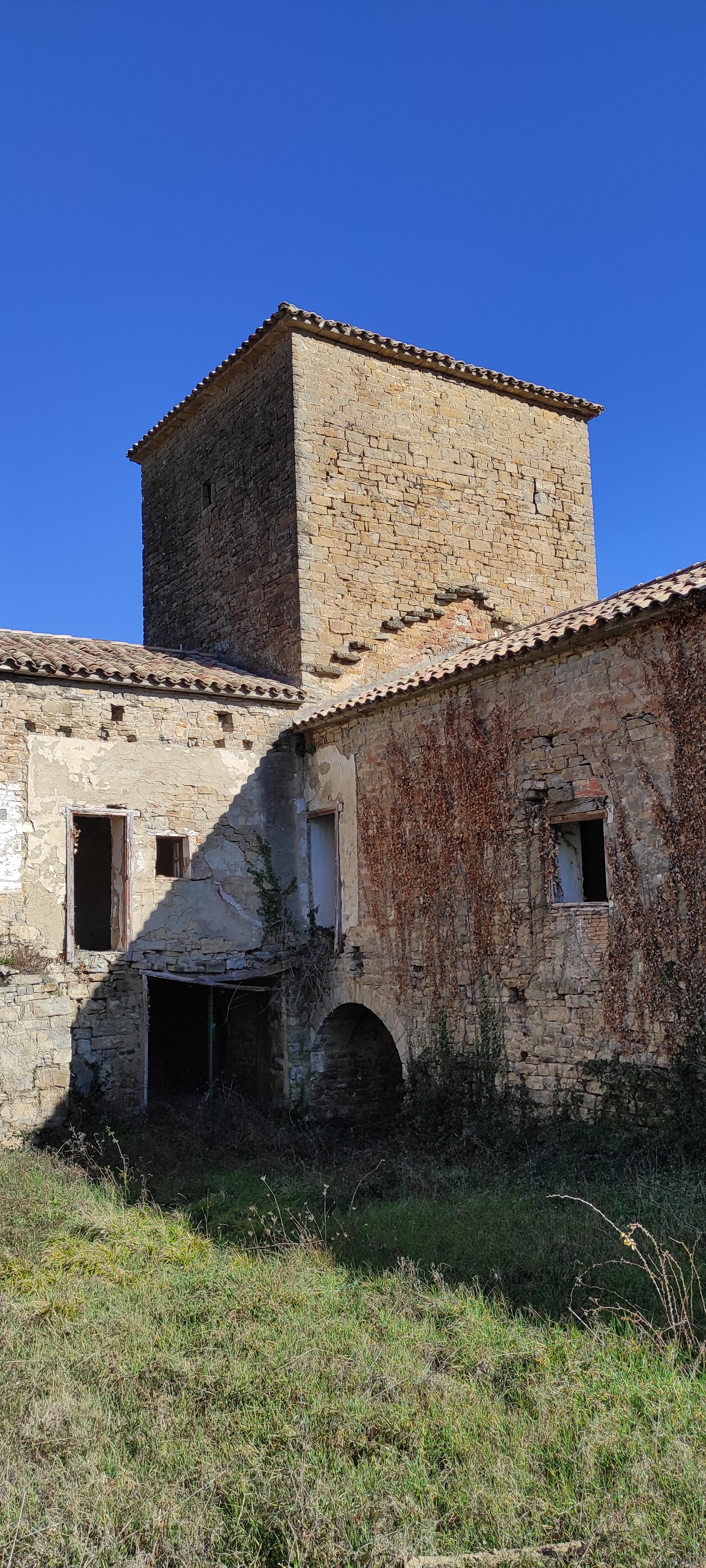
El palacio de Artieda

Destaca en la localidad el palacio torreado de Artieda, construido en el siglo XV y de estilo gótico.
Hay también una iglesia de San Cornelio y San Cipriano.